# Liste der Kulturdenkmäler in Nösberts-Weidmoos
Die folgende Liste enthält die in der Denkmaltopographie ausgewiesenen Kulturdenkmäler auf dem Gebiet des Ortsteils Nösberts-Weidmoos der Gemeinde Grebenhain, Vogelsbergkreis, Hessen.
Hinweis: Die Reihenfolge der Denkmäler in dieser Liste orientiert sich an der Anschrift, alternativ ist sie auch nach der Bezeichnung oder der Bauzeit sortierbar.
Kulturdenkmäler werden fortlaufend im Denkmalverzeichnis des Landes Hessen durch das Landesamt für Denkmalpflege Hessen auf Basis des Hessischen Denkmalschutzgesetzes (HDSchG) geführt. Die Schutzwürdigkeit eines Kulturdenkmals hängt nicht von der Eintragung in das Denkmalverzeichnis des Landes Hessen oder der Veröffentlichung in der Denkmaltopographie ab.

| Bild | Bezeichnung                  | Lage                                                          | Beschreibung | Bauzeit | Objekt-Nr. |
| --- | ---------------------------- | ------------------------------------------------------------- | --- | ------- | ---------- |
| Bild gesucht BW | Backhaus                     | Altenschlirfer Straße 1 LageFlur: 1, Flurstück: 5/1           | In Massivbauweise (Basalthaustein) als Back-, Armen- und Spritzenhaus um 1850 errichtet                                                |         |            |
| Ehemalige Schule in Nösberts, Ansicht von Norden, Aufnahme 2016 · Ehemalige Schule in Nösberts, Ansicht von Norden, Aufnahme 2012 | Ehemalige Schule             | Altenschlirfer Straße 2 LageFlur: 1, Flurstück: 66/1          | Als Schulhaus (1908–1968) 1908 errichtet, heute als Dorfgemeinschaftshaus genutzt                                                      | 1908    |            |
| Bild gesucht BW | Alte Schule                  | Altenschlirfer Straße 5 LageFlur: 1, Flurstück: 3/1           | Ehemaliges Schulhaus der Gemeinde Nösberts (1803–1908), 1803 errichtet, giebelständiger Fachwerkbau in der Art eines Wohn-Stall-Hauses | 1803    |            |
| Bild gesucht BW |                              | Heibelser Weg 1 LageFlur: 1, Flurstück: 40                    | Fachwerkhaus mit Gefüge vermutlich des frühen bis mittleren 18. Jahrhunderts                                                           |         |            |
| Bild gesucht BW |                              | Heibelser Weg 2 LageFlur: 1, Flurstück: 15                    | Große Hofanlage aus Fachwerk, traufständiges Wohnhaus aus dem 18. Jahrhundert, Wirtschaftsgebäude um 1900 im rechten Winkel angefügt   |         |            |
| Bild gesucht BW | Friedhof, Gefallenendenkmal  | Ilbeshäuser Straße o. Nr. LageFlur: 3, Flurstück: 43          | Denkmal 1967 umgesetzt vom ursprünglichen Standort vor der Schule                                                                      |         |            |
| Bild gesucht BW | Ehemaliger Friedhof Weidmoos | Außerhalb der Ortslage (Hohläcker) LageFlur: 4, Flurstück: 14 | umgeben von Trockenmauer mit Sandsteintor (Jahreszahl 1766), seit 1966 nicht mehr belegt                                               |         |            |